# دوبال‌میوه بوردیلونی
دوبال‌میوه بوردیلونی (نام علمی: Dipterocarpus bourdillonii) نام یک گونه از سرده دوبال‌میوه‌ها است.